# أولاد سلامة الشرقية (عين عتيق)
أولاد سلامة الشرقية هي إحدى مشيخات المملكة المغربية، تتبع جغرافيا لعمالة الصخيرات تمارة وإداريًا لعين عتيق. يقدر عدد سكانها بـ 5786 نسمة حسب الإحصاء الرسمي للسكان والسكنى لسنة 2004.